# قاراقاشلی (سالیان)
قاراقاش‌لی (به ترکی آذربایجانی: Qaraqaşlı)  یک منطقه مسکونی در جمهوری آذربایجان است که در شهرستان سالیان واقع شده است.